# Вудвард, Джон Форстер
Адмирал сэр Джон Форстер «Сэнди» Вудвард (англ. John Forster Woodward; 1 мая 1932, Пензанс, Юго-Западная Англия — 4 августа 2013, Бошем, Юго-Восточная Англия) — британский адмирал, подводник, рыцарь Большого Креста Ордена Британской Империи, кавалер ордена Бани, в 1982 командующий силами Королевского флота в Южной Атлантике в Фолклендской войне.

## Карьера
Поступил в ВМС Великобритании в 1946 году в возрасте 13 лет. Выбрал карьеру подводника. В 1960 году прошёл курс отбора командных кадров подводного флота, известный как Перишер, и принял в командование свой первый корабль, подводную лодку типа T, HMS Tireless (P327). Затем командовал HMS Grampus, прежде чем стать старшим помощником атомной подводной лодки HMS Valiant. В 1967 году получил звание коммандер и стал инструктором (кратко называется «Учитель») курса «Перишер». В декабре 1969 года принял командование HMS Warspite. Повышен в звании до капитана в 1972 году. В 1976 году он принял командование эсминцем HMS Sheffield. В промежутках между этими назначениями прослужил несколько туров на берегу, в том числе в Королевском военно-морском колледже в Гринвиче и на различных постах в Военно-морском штабе, в том числе главой военно-морского планирования в Министерстве обороны. В июле 1981 был произведен в контр-адмиралы и назначен командующим Первой флотилии.
В 1982 году командовал соединением в Южной Атлантике во время Фолклендской войны, под общим командованием адмирала сэра Джона Филдхауса. Морские силы под его командованием установили и поддерживали блокаду островов, обеспечили доставку, высадку, поддержку и снабжение экспедиционных сил десанта. Одной из проблем организации была удалённость верховного командования от театра (Филдхаус находился в Главном военно-морском штабе в Норвуде, под Лондоном), и как следствие недостаточная координация между флотом, морской пехотой и армией на месте.
За службу во время войны Вудвард был посвящён в рыцарство. Его книга «Сто дней», в соавторстве с Патриком Робинсоном, рассказывает об опыте сражений за Фолклендские острова, дает откровенный отчет о тяжести главного командования во время войны и его влиянии на личность командира.
В 1983 году Вудвард был назначен командующим подводных сил Великобритании и командующим подводных лодок НАТО в восточной Атлантике. В 1984 год повышен до вице-адмирала, а в 1985 году стал заместителем начальника штаба обороны. До выхода в отставку в 1989 году также занимал посты главнокомандующего морскими силами метрополии и Aide-de-camp (флаг-адъютанта) королевы Елизаветы II.

## Личная жизнь
Вудвард женился в 1960 году на Шарлотте МакМуртри, с которой он имел сына и дочь. В 1993 году они развелись. С 1993 года и до самой смерти партнёром адмирала была Винифред Холт, которая разделяла его увлечение парусным спортом.